# Tuberkulinski kožni test
Tuberkulinski kožni test ali Mantouxov test je test, ki ga napravimo pri sumu na tuberkulozo. Najpogosteje se izvaja na podlakteh.  V kožo, natančneje med plasti dermisa, se vbrizga tuberkulin. Tuberkulin (PPD ali prečiščen proteinski derivat) deluje kot antigen, proti kateremu imunski sistem sproži odgovor. Nastane oteklina in rdečina. Oseba, ki je bila izpostavljena bakterijam tuberkuloze (Mycobacterium tuberculosis) in ki ima normalno delujoč imunski sistem, se bo na vbrizgane antigene odzvala s kožno reakcijo. Koža na mestu vbrizga postane trša (induracija) ter rdeča (eritem). Osebe z oslabljenim imunskim sistemom (npr. pri okužbi s HIV) te kožne spremembe ne bodo razvile. Po 48-72 urah se izmeri premer zatrdline v milimetrih in se glede na to oceni, ali je test pozitiven ali negativen. Pozitiven test kaže na to, da je oseba bila izpostavljena bacilom tuberkuloze, ne pove pa, ali je okužba trenutno aktivna, ali je morda že pozdravljena. Negativen test pove, da oseba ni bila v stiku z bacili, ali pa da je imunski sistem toliko oslabljen, da ne zmore odziva na bakterije.